# Linsinger Maschinenbau
Linsinger Maschinenbau ist eine österreichische Firma mit Hauptsitz in Steyrermühl, Gemeinde Laakirchen, Oberösterreich. Geschäftsbereiche des Unternehmens sind Sägetechnik, Frästechnik, Schienentechnik sowie Werkzeugtechnik. Im Bereich Schienenfräsen ist das Unternehmen Weltmarktführer. Die wichtigsten Absatzmärkte sind neben Europa vor allem Russland und Asien. Die Exportquote beträgt 99 Prozent.

## Geschichte
1939 wurde der Grundstein der Firma Linsinger in Wien gelegt. Dr. Ernst Linsinger kaufte die Firma H.W. Adler Cie und beschäftigte sich mit der Herstellung von Kleinteilen. Im Jahr 1946 verlegte Ernst Linsinger (1899–1980) seine Firma nach Steyrermühl und änderte auch den Firmennamen. International machte Ernst Linsinger zu Beginn der 50er-Jahre erstmals durch die Entwicklung und Patentierung verschiedener Wirbelgeräte (von Linsinger „schälen“ genannt) zur Herstellung gewundener Profile in Drehkörpern auf sich aufmerksam.   
1953 wurden von Linsinger die ersten Aufbaugeräte auf Drehbänke zum Gewindefräsen patentiert.  
1957 folgte die erste Sonderfräseinheit zum Besäumfräsen von Bandkanten in der Spiralrohrfertigung. Ernst Linsinger begann mit der Entwicklung des "Rapidfräsens" (engl.: Fast Milling). Mitte der 60er-Jahre gelang durch die Weiterentwicklung dieses Verfahrens der internationale Durchbruch.  
Mitte der 70er-Jahre wurde neben den Kantenfräsanlagen auch mit dem Bau von Gewindewirbelmaschinenen begonnen. In diesen Zeitraum fällt auch die Entwicklung des Rohrtrennens nach dem Wirbelprinzip mittels radial angeordneter Schneidwerkzeuge bei einer Exzenterbewegung. 
Im Jahr 1983 entwickelten die Ingenieure in Steyrermühl die erste Hochgeschwindigkeits-Bandbesäumfräsanlage, mit der das von Linsinger patentierte „SHF-Fräsverfahren“ (Kegelfräsen) angewendet wurde. 
1986 ging es an die Weiterentwicklung von bestehenden und teilweise patentierten Bearbeitungsverfahren.  
1989 erfolgte die Patentierung des Verfahrens "Turbofräsen". Bei diesem Verfahren sind am Messerkopf kreisbogenförmige Schneiden angeordnet, die einen ziehenden Schnitt ermöglichen. Die schnelle Fräsgeschwindigkeit bedeutet für die Schneiden eine geringe Belastung und ermöglicht hohe Standzeiten.  
1990 wurde die Firma Linsinger von der Familie Weingärtner übernommen und zusätzlich die Produktpalette "Sägetechnik" eingeführt: Man begann bei Linsinger mit dem Bau von Hochleistungskaltkreissägemaschinen für Rohre, Rohrlagen, Bolzen, Schienen und Buntmetallbrammen. 
Der 1993 erstmals entwickelt und gebaute Schienenkopffräszug ist noch heute im Einsatz. 
1996 erfolgte die Teilübernahme der Firma Wagner in Reutlingen, Deutschland. Wagner war zu diesem Zeitpunkt der weltweit größte Kreissägemaschinenhersteller.
2001 eröffnete Linsinger mit "Werkzeugtechnik" einen weiteren Geschäftsbereich. 
Nachdem Linsinger im Jahr 1999 bereits selbst stationäre Schienenkopffräsanlagen entwickelt und gebaut hat, erwarb das Unternehmen 2002 die Technologie zum selbstständigen Bau von Schienensonderfahrzeugen. In diesem Zusammenhang eröffnete Linsinger ein neues Geschäftsfeld im Bereich „selbstständiger Bau von Schienensonderfahrzeugen“. Seit 2004 baut und vertreibt Linsinger diverse Schienenfräs- und Schienenbearbeitungszüge für unterschiedliche Einsatzgebiete, wie zum Beispiel für Metros und den Schienennahverkehr. 
2005 stellte Linsinger die weltweit größte Blechplattenfräsmaschine fertig. Die Maschine ist über 100 Meter lang und im Bereich ihrer beiden Fräseinheiten 24 Meter breit.
Seit 2008 entwickelt und baut Linsinger eigene Getriebe.
2011 verkaufte Linsinger die weltgrößte Hartmetall-Kreissägeanlage nach Korea. Die Maschine kann Stahlknüppel mit einem Durchmesser von bis zu 800 Millimeter Durchmesser durchtrennen. Zum Einsatz kommt in der Maschine neben dem von Linsinger patentierten DPD (Double Power Drive) Getriebe auch das von der Firma entwickelte LINCUT System. Hierbei werden Hartmetall-Schneidplatten auf dem Sägeblatt-Grundkörper aufgeschraubt. Die einzelnen Sägezähne können ausgetauscht werden.
Im Jahr 2012, führte Linsinger das erste Schienenservice durch. In weiterer Folge wurde die Abteilung „Rail Services“ in die neugegründete LINMAG GmbH ausgelagert.
Im selben Jahr verkaufte Linsinger die 1000. Maschine.
Die Linsinger Maschinenbau Ges.m.b.H. sowie die LINMAG GmbH unterstehen organisatorisch der Mate GmbH mit Sitz in Kirchham.
Im November 2020 wurde der weltweit erste wasserstoffbetriebene Schienenfräszug (MG11 H2) auf dem Firmengelände vorgestellt. 

## Belege
1. ↑  Linsinger Maschinenbau. Abgerufen am 23. Februar 2020.
2. ↑  Meilensteine - Linsinger Maschinenbau Steyrermühl. Archiviert vom Original (nicht mehr online verfügbar) am 17. Februar 2018; abgerufen am 2. Januar 2018.
3. ↑  Patent  AT199458B: Gewindeschälmaschine. Angemeldet am 17. Mai 1956, veröffentlicht am 10. September 1958, Erfinder: Ernst Linsinger.‌
4. ↑  W. Langstorff: Wirbeln von Gewinden. In: Springer (Hrsg.): Gewindefertigung und Herstellung von Schnecken. Werkstattbücher (Für Betriebsfachleute, Konstrukteure und Studenten). Berlin / Heidelberg 1969, ISBN 978-3-540-04750-6, S. 41.
5. ↑  Ernst Linsinger: Rapidfräsen. In: Werkstatt und Betrieb. Nr. 5. Carl Hanser Verlag, München 1976, S. 261–266.
6. ↑  Patent  DE3304201C2: Verfahren und Vorrichtung zum Besäumen von Blechen. Angemeldet am 8. Februar 1983, veröffentlicht am 5. Dezember 1985, Anmelder: Ernst Linsinger & Co GmbH, Erfinder: Helmut Rungger, Erwin Fuchs, Johann Knoll.‌
7. ↑  Patent  DE3638068C1: Fräsvorrichtung zum Bearbeiten, insbesondere Besäumen, der Kanten von Blechbändern, Blechplatten oder dgl. Angemeldet am 7. November 1986, veröffentlicht am 26. Mai 1988, Anmelder: Linsinger Maschinenbau GmbH, Erfinder: Josef Pomikacsek.‌
8. ↑  Hans-Willi Bonn: Fräsen in Perfektion - Weltweit modernste und größte Blechkantenfräsmaschine. Hrsg.: AG der Dillinger Hüttenwerke. Nr. 2, 2005.
9. ↑  Linsinger Maschinenbau GmbH: Largest Linsinger circular saw is a step towards a new era | Tubefirst.com. Abgerufen am 18. Januar 2018.
10. ↑  Nationales Patent Details. Ehemals im Original (nicht mehr online verfügbar); abgerufen am 7. Februar 2018. (Seite nicht mehr abrufbar. Suche in Webarchiven)
11. ↑  LINSINGER Maschinenbau Gesellschaft m.b.H.: LINSINGER Austria Unternehmensbroschüre. 24. Februar 2012.
12. ↑  Mate GmbH. Abgerufen am 6. November 2017.